# Herman Iipumbu
Herman Iipumbu, auch Iipumbu Herman Iipumbu (* 20. Jahrhundert), ist seit 1991 König der Uukwambi, einem Clan der Ovambo in Namibia. Er hat als Elenga enene seinen Sitz in Elim.
Iipumbu war nach 59 Jahren der erste König des Clans, nachdem Iipumbu Ya Tshilongo 1932 von der südafrikanischen Besatzungsmacht abgesetzt wurde. Seit 2021 ist er Ehrenbotschafter der namibischen Polizei in der Region Omusati.